# Elektrische Leistung
Die physikalische Größe Leistung (Formelzeichen {\displaystyle P} von englisch power, Einheit Watt, Einheitenzeichen W) ist die in einer Zeitspanne umgesetzte Energie bezogen auf diese Zeitspanne. Sie wird dann als elektrische Leistung bezeichnet, wenn die bezogene oder gelieferte Energie eine elektrische Energie ist.

## Zusammenhang mit anderen Größen
Bei Gleichstrom
ist die tatsächliche elektrische Leistung {\displaystyle P} das Produkt der elektrischen Spannung {\displaystyle U} und der elektrischen Stromstärke {\displaystyle I}
{\displaystyle P=U\cdot I}
Verhält sich der Verbraucher als ohmscher Widerstand {\displaystyle R}, lässt sich die Leistung durch Anwendung des ohmschen Gesetzes {\displaystyle U=R\cdot I} ausdrücken durch
{\displaystyle P=I^{2}\cdot R\quad {\text{bzw.}}\quad P={\frac {U^{2}}{R}}}
Bei Wechselstrom
sind die Größen Spannung und Stromstärke von der Zeit {\displaystyle t} abhängige Größen {\displaystyle u} und {\displaystyle i}. Hier sind mehrere Leistungsbegriffe zu unterscheiden:
- Augenblickswert {\displaystyle p} der Leistung oder auch Momentanleistung

{\displaystyle p=u\cdot i}
- Wirkleistung {\displaystyle P}, die tatsächlich umgesetzte Energie pro Zeitspanne. Sie wird in Watt (Einheitenzeichen W) angegeben.
- Scheinleistung {\displaystyle S}, auch als Anschlusswert oder Anschlussleistung bezeichnet. Sie wird in Voltampere (Einheitenzeichen VA) angegeben.
- Blindleistung {\displaystyle Q}, eine im Regelfall unerwünschte und nicht nutzbare Energie pro Zeit. Sie wird in Var (Einheitenzeichen var) angegeben.

Wenn  {\displaystyle u} und {\displaystyle i} sinusförmige Wechselgrößen sind und von gleicher Frequenz, dann ist auch {\displaystyle p} sinusförmig, allerdings mit doppelter Frequenz und einem Gleichanteil. Die Größen {\displaystyle S,\;P{\text{ und }}Q} werden über Mittelwertbildung definiert; für sie gibt es keine Augenblickswerte.
Die Wirkleistung ist das arithmetische Mittel (bei kontinuierlich vorhandener Größe der Gleichwert) der Momentanleistung:

Augenblickswerte der Leistung bei sinusförmigem Verlauf
Die tatsächlich bezogene Leistung (Kurve 1) kann als Überlagerung angesehen werden aus einem zur Wirkleistung beitragenden Anteil (Kurve 3) und einem zur Blindleistung beitragenden Anteil (Kurve 2)

{\displaystyle P={\overline {p}}={\frac {1}{T}}\int \limits _{t_{0}}^{t_{0}+T}u\cdot i\ \mathrm {d} t}
Dabei ist {\displaystyle T} bei periodischen Vorgängen die Periodendauer oder bei statistischen Vorgängen eine hinreichend lange Zeit (mathematisch streng:   {\displaystyle \lim \;T\to \infty }).
Die Scheinleistung wird aus den Effektivwerten {\displaystyle U} und {\displaystyle I} gebildet, diese sind die quadratischen Mittelwerte von Spannung und Stromstärke,
{\displaystyle S=U\cdot I={\sqrt {\,{\overline {u^{2}}}\,}}\cdot {\sqrt {\,{\overline {i^{2}}}\,}}}
Die Scheinleistung ist größer als die Wirkleistung bei solchen Verbrauchern, die bei eingeprägter Spannung im Strom
- eine Phasenverschiebung oder
- eine Verzerrung (zusätzliche Oberschwingungen)

hervorrufen. Der Unterschied wird durch die Gesamt-Blindleistung
{\displaystyle Q_{\mathrm {tot} }={\sqrt {S^{2}-P^{2}}}}
angegeben.
Messschaltungen und die zugehörigen Leistungsmesser werden in Wirkleistung und Blindleistung erläutert. Messgeräte für Scheinleistung sind nicht üblich. Allerdings gibt es multifunktionale Messumformer, die auch dafür ausgelegt sind.
Einen Effektivwert der Leistung gibt es gemäß der Definition oben nicht. Die „RMS-Leistung“ {\displaystyle {\sqrt {\,{\overline {p^{2}}}\,}}} ist eine formale Größe in der Audiotechnik, hat jedoch mit der physikalischen Größe „Leistung“ nichts zu tun.

## Maximale Leistungsabgabe
Die maximale Leistung, die eine elektrische Energiequelle an einen Verbraucher übertragen kann, wird bei Leistungsanpassung erzielt. Hierbei geht aber 50 % der Leistung in der Quelle verloren.
Stromversorgungsgeräte und Generatoren arbeiten daher im Regelfall nicht mit Leistungsanpassung, sondern mit Spannungsanpassung.
Leistungsanpassung wird mitunter bei der Übermittlung von Informationen eingesetzt, da einer Signalquelle oft nur eine geringe elektrische Leistung zur Verfügung steht.

## Leistung als Gerätekennzeichen
Zur Kennzeichnung der Leistung eines Gerätes (elektrischer Verbraucher, Energiewandler) wird die Nennleistung verwendet, die sich von der tatsächlich umgesetzten Leistung erheblich unterscheiden kann. Sie wird wie eine Wirkleistung angegeben.
Dabei ist wesentlich, welche Art von Leistung auf dem Typenschild angegeben ist. So wird bei Motoren die lieferbare mechanische Leistung angegeben, bei Lampen, Staubsaugern oder Lautsprechern dagegen die aufgenommene elektrische Leistung. Bei Generatoren, wie auch Fahrraddynamos oder Lichtmaschinen, wird die abgegebene elektrische Leistung angegeben.
Schwer interpretierbar sind die Leistungsangaben von Audioverstärkern oder Lautsprechern. Bei Audioverstärkern wird oft die Sinusleistung, Musikleistung, RMS-Leistung oder die Spitzenleistung (PMPO) angegeben. Die Werte unterscheiden sich erheblich, haben oft wenig praktische Relevanz und verhindern in der Regel die Vergleichbarkeit.
Bei Hochton- oder Tiefton-Lautsprechern bezieht sich die Leistungsangabe oft auf die Musikleistung des gesamten Frequenzbereiches – sie ertragen diese elektrische Leistung nie im Dauerbetrieb.

## Nettoleistung
Bei technischen Anlagen zur Stromerzeugung werden auch die Begriffe Bruttoleistung {\displaystyle P_{\text{brutto}}} und Nettoleistung {\displaystyle P_{\text{netto}}} verwendet. Die Bruttoleistung ist die Gesamt-Nennleistung der Generatoren; die Nettoleistung ist die Bruttoleistung vermindert um die Summe der von den Hilfsaggregaten verbrauchten Leistungen (Eigenbedarf) und der Leistungsverluste durch Transformation beim Einspeisen ins Netz. Die Nettoleistung gibt also die dem Stromnetz zur Verfügung gestellte elektrische Leistung des Kraftwerks an.